# 呼び戻し
呼び戻し（よびもどし）は、相手の力を利用して倒す、相撲の決まり手である。「仏壇返し」（ぶつだんがえし）とも言い、この名称を使用する力士も多い。英語では"Pulling body slam"と呼ぶ。

## 概要
四つ身に組んだとき、強引に相手の差し手を引っ張り込み、いったん呼び込んで反動をつけ、相手の体が浮き上がったところを素早く差し手を返して、突き出しながら引っ張り込んだ方へひねり倒すことがこの技の特徴となっている。
大相撲の中でも最も豪快な技の一つで、力も技も相当なものを必要とし、滅多に決まらないため幻の決まり手とも呼ばれている。
「揺り戻し」や「寄り戻し」と呼ばれたが、1960年1月に決まり手を70手に整理したとき「呼び戻し」に統一され、現在でも82手の中に残されている。
第22代横綱太刀山、戦後では“荒法師”関脇玉乃海、第45代横綱若乃花が得意とした。太刀山の呼び戻しは菊人形の同名の絡繰りになぞらえて「仏壇返し」の異名をとった。「一突き半」といわれる太刀山の猛突っ張りをかいくぐり、廻しを取っただけでも評判となったものであるが、関脇の綾浪は廻しを引いてこらえたことが仇となり、太刀山の仏壇返しのえじきとなり、腰骨を痛めるほど常識を超えたものだったという。戦後では玉乃海が1952年9月場所から1959年7月場所まで10回記録している。また若乃花は名手として知られ「若乃花の呼び戻し」動画、1953年5月場所から1962年1月場所まで19回を記録している。19回中、2回以上呼び戻しを食った力士は、前さばきの名人といわれた若瀬川をはじめ、出羽湊や潮錦といったベテラン力士が含まれていた。第58代横綱千代の富士もやや不完全ながら何度か使っていた。若乃花・千代の富士とも力士としては小柄な部類であり、彼らに剛を柔で制す並外れた技術と、この荒技の使用を支える強靱な足腰が兼ね備わっていたからこそ成しえた技であると言える。
平成時代に入ってからは、1993年9月場所2日目に当時関脇だった貴ノ浪が前頭4枚目寺尾戦で勝利、その決まり手が「呼び戻し」と発表されて両国国技館内は沸いたが、「単なる突き落としでは？」との声も聞かれた（一部の新聞が決まり手を突き落としと決めつけて書いたほどである）。その後1997年3月場所9日目では、上記の45代横綱若乃花の甥で、元大関貴ノ浪の弟弟子でもある横綱貴乃花が、前頭5枚目剣晃に対し明らかな「呼び戻し」で下して、「“土俵の鬼”の再来」と大きな話題となった。それ以降では2013年9月場所中日で横綱白鵬が、前頭3枚目宝富士に対して幕内では16年ぶりとなる「呼び戻し」を決めている。
近年では、令和に入ってからの2023年11月場所5日目に、三段目の清の花が序二段の爆羅騎に対して決めている。

## 「仏壇返し」名称の由来
横綱太刀山が活躍した当時、歌舞伎 の「東海道四谷怪談」の一シーンで、悪役が仏壇にもたれかかり仰向けにひっくり返る場面があり、名古屋の芝居小屋で舞台に仕掛けられた、仏壇をひっくり返す派手な舞台装置によるからくり仕掛けが評判となった。これが太刀山の繰り出す豪快そのものの決まり手のイメージと合うところから由来している。

## 「呼び返し」
「呼び戻し」に似た公式な決まり手の体系にない決まり手名称の記録として、「呼び返し（よびかえし）」というものがある。この決まり手名称は次の取組で記録されている。
- 昭和32年3月場所3日目 ○太刀風－白龍山×
- 昭和33年3月場所4日目 ○太刀風－七ッ海×

ただしこの「呼び返し」は、「呼び戻し」の別名あるいは誤植なのか、あるいは類似した別の技なのか、定かではない。